# Alexandra Urisman Otto
Alexandra Urisman Otto, född 8 juli 1986, är en svensk journalist.

## Biografi
Urisman Otto avlade en masterexamen i juridik vid Lunds universitet 2011, och gick 2015/16 en journalistutbildning för akademiker vid Södertörns högskola. Hon arbetar sedan 2016 som journalist på Dagens Nyheter. Hon har bland annat bevakat flera uppmärksammade rättsfall, men har senare blivit klimatreporter, där hon bland annat följt miljö- och klimataktivisten Greta Thunberg.
Hon blev 2021 första mottagare av Aftonbladets nyinstiftade klimatjournalistpris, med motiveringen "Med enkel matematik och skarp analys blottlägger Alexandra Urisman Otto i en serie artiklar den politiska kohandeln bakom Sveriges klimatmål – en kalkyl som inte håller måttet, där utsläpp trollas bort – och visar därigenom den hisnande diskrepansen mellan karta och verklighet i vår tids ödesfråga".
Tillsammans med fotografen Roger Turesson gav Urisman Otto 2021 ut boken Gretas Resa. SvD:s recensent beskriver hur Urismann Otto låter sin egen kunskaps- och insiktsresa löpa parallellt med Gretas, och att hon arbetar transparent och låter forskningen tala i form av grafer och mångsidiga faktarutor. Kombinerat med unikt bildmaterial får boken en berättigad plats bland flera andra biografiska böcker.
Tillsammans med journalisten och författaren Lisa Röstlund kom hon 2025 ut med Att låta världen få veta – Handbok i klimatjournalistik. Bibliotekstjänsts recensent skrev: "Självklart är detta jobbig läsning, men uppriktigheten och den gedigna researchen väcker faktiskt lust och kampvilja. Alexandra Urisman Otto och Lisa Röstlund har skrivit en i det närmaste perfekt handbok. Här finns allt som behövs för att redaktionerna ska göra det som krävs: ge klimatkrisen högsta prioritet. Nu. Betyg: 5/5."

## Utmärkelser
- 2021 – Första mottagare av Aftonbladets Klimatjournalistpris.[4]